# Motorzysta motorowodny

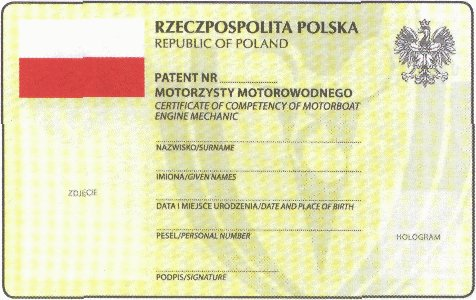
awers patentu motorzysty motorowodnego

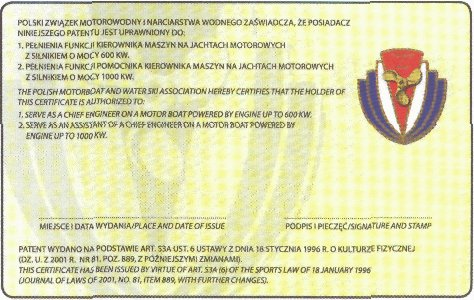
rewers patentu motorzysty motorowodnego

Motorzysta motorowodny - dawne (do 2012) niższe z uprawnień umożliwiających pełnienie funkcji kierownika maszyn na jachtach motorowych.

## Wymagania
- posiadanie stopnia co najmniej sternika motorowodnego
- zaliczenie stażu co najmniej 200 godzin żeglugi przy obsłudze siłowni o mocy co najmniej 73,6 kW
- zdanie egzaminu na stopień motorzysty motorowodnego

## Uprawnienia
- pełnienia funkcji kierownika maszyn na jachtach motorowych z silnikiem o mocy 600 kW
- pełnienia funkcji pomocnika kierownika maszyn na jachtach motorowych z silnikiem o mocy 1000 kW